# Bond Street
Bond Street – ulica w centralnym Londynie, na terenie gminy City of Westminster, biegnąca przez całą długość dzielnicy Mayfair, od skrzyżowania z Oxford Street na północy do skrzyżowania z Piccadilly na południu, o długości nieco ponad 800 m. Nazwa „Bond Street” jest nieformalna, choć powszechnie używana – właściwie odnosi się do ciągu dwóch ulic: Old Bond Street (ok. 200 m długości) oraz, stanowiącej jej północne przedłużenie, New Bond Street.
Ulica ma charakter handlowy, uznawana jest za jedną z najbardziej ekskluzywnych na świecie. Wzdłuż ulicy mieszczą się liczne sklepy z artykułami luksusowymi, domy aukcyjne Bonhams i Sotheby’s, dom towarowy Fenwick, pasaż handlowy Royal Arcade. Wiele spośród ulokowanych tutaj sklepów zaopatruje brytyjską rodzinę królewską, o czym świadczą nadane im royal warrants (w 1986 roku odnotowano ich 37). Ulica jest stosunkowo wąska, o niewyróżniającej się pod względem architektonicznym zabudowie pochodzącej z XVIII–XXI wieku.
Nazwę ulicy nosi położona w jej pobliżu stacja metra.

## Historia
Najstarszy, południowy odcinek ulicy (Old Bond Street) został rozplanowany, podobnie jak pobliskie ulice, po 1684 roku z inicjatywy spekulanta ziemskiego Thomasa Bonda. Od jego nazwiska ulica otrzymała swoją nazwę. Uprzednio okoliczny teren stanowił część posiadłości ziemskiej wokół pałacu Clarendon House, wzniesionego dwie dekady wcześniej dla Edwarda Hyde'a, hrabiego Clarendon. Odcinek północny, New Bond Street, którego zasadnicza część powstała w latach 1720–1730, znajduje się na terenie wcześniej należącym do Corporation of London; przebiegał przezeń rurociąg zasilający City w wodę pitną.
Bond Street wykształciła się jako ekskluzywna ulica handlowa. W XVIII wieku zyskała popularność jako miejsce przechadzek i spotkań towarzyskich dla najwyższych sfer społecznych. Wiele osobistości wynajmowało mieszkania nad sklepami wzdłuż ulicy, m.in. pisarze James Thomson (1727), Jonathan Swift (1727), Laurence Sterne (1768), James Boswell (1769), Henry Fielding, politycy William Pitt (1766), George Selwyn (1751), historyk Edward Gibbon (1758), malarz Thomas Lawrence (1791–1794) oraz admirał Horatio Nelson (1797–1798; 1811–1813) wraz z kochanką Emmą, lady Hamilton. Do bywalców należeli Beau Brummell, Lord Byron i Walter Scott.

## W kulturze
Odniesienia do ulicy pojawiły się m.in. w powieściach Rozważna i romantyczna autorstwa Jane Austen (1811), Pani Dalloway Virginii Woolf (1925) oraz Jonathan Strange i pan Norrell pióra Susanny Clarke (2012). W książce W tajnej służbie Jej Królewskiej Mości (1963) autor Ian Fleming wzmiankuje, że James Bond jest potomkiem Thomasa Bonda, któremu ulica zawdzięcza swoje istnienie. Fikcyjny szpieg, zapytany o chęć wysunięcia roszczeń majątkowych do tej ulicy, jako spuścizny po praprzodku, odmawia.
Film Bond Street z 1948 roku opowiada historię czterech przedmiotów zakupionych na tejże ulicy.
Ulica pojawia się na planszy do gry Monopoly, w brytyjskiej edycji tej gry, w tej samej (zielonej) grupie co Oxford Street i Regent Street; wszystkie trzy ulice łączy charakter handlowy.

## Galeria

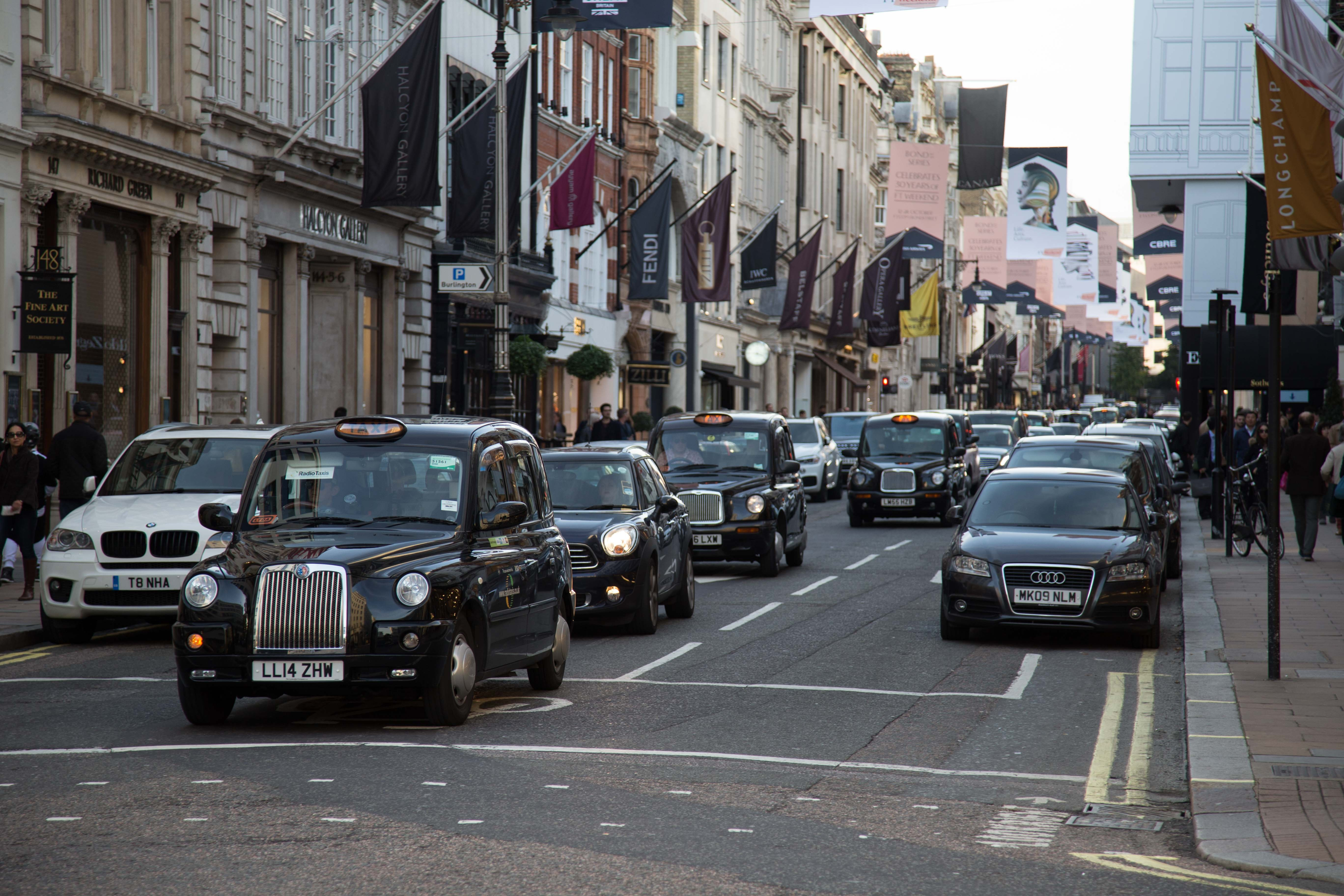
Taksówki na New Bond Street
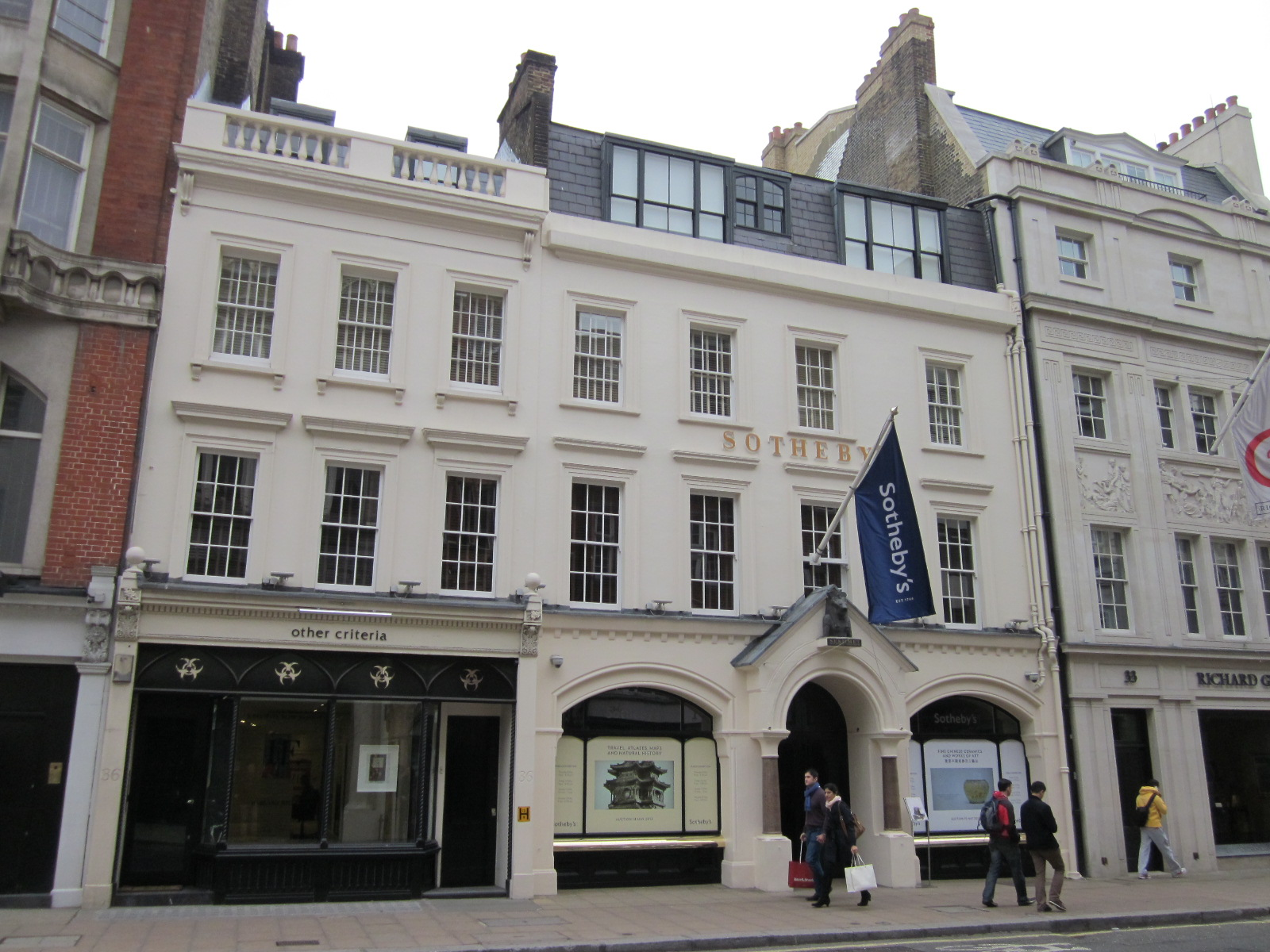
Dom aukcyjny Sotheby’s
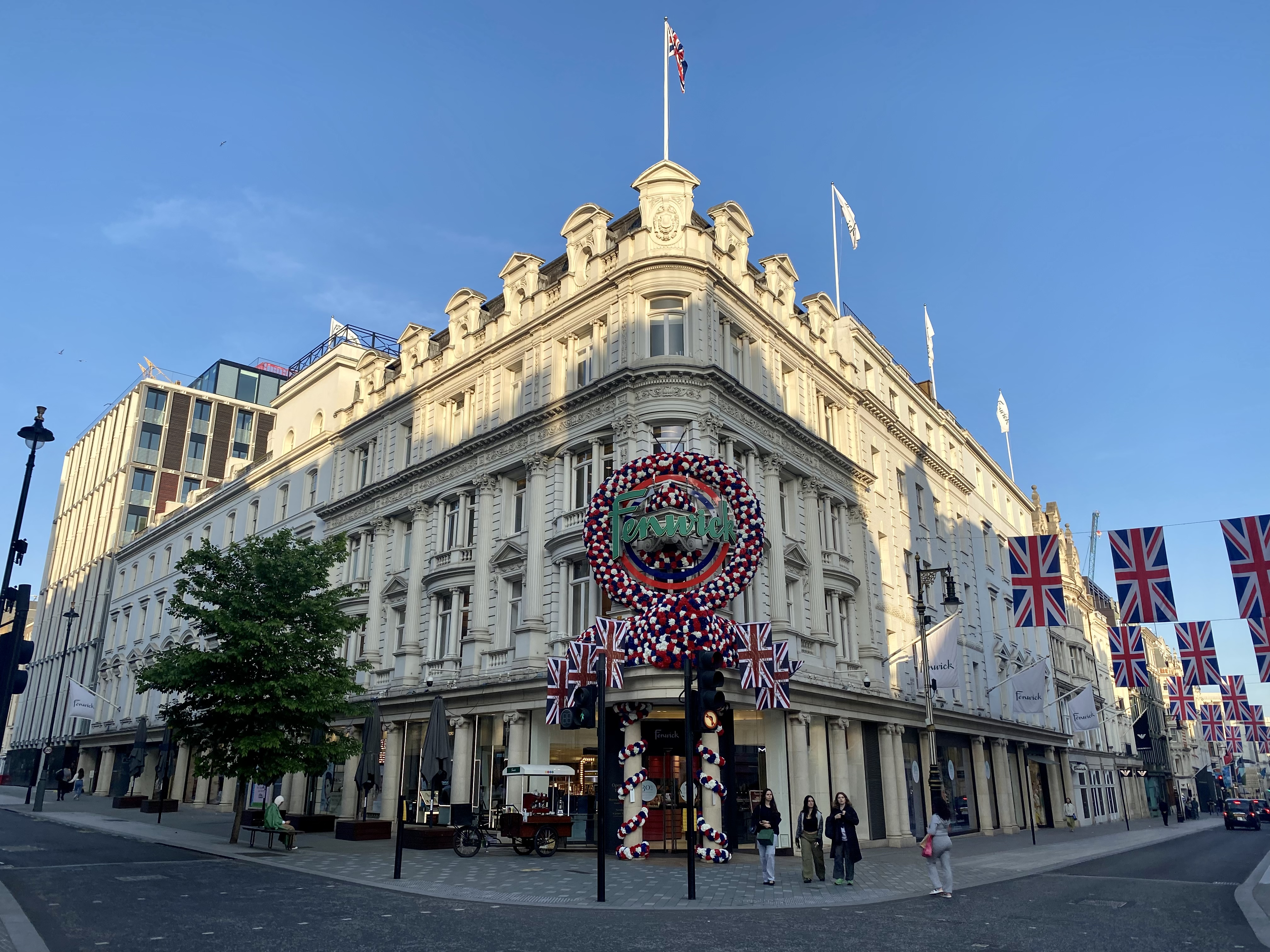
Dom towarowy Fenwick
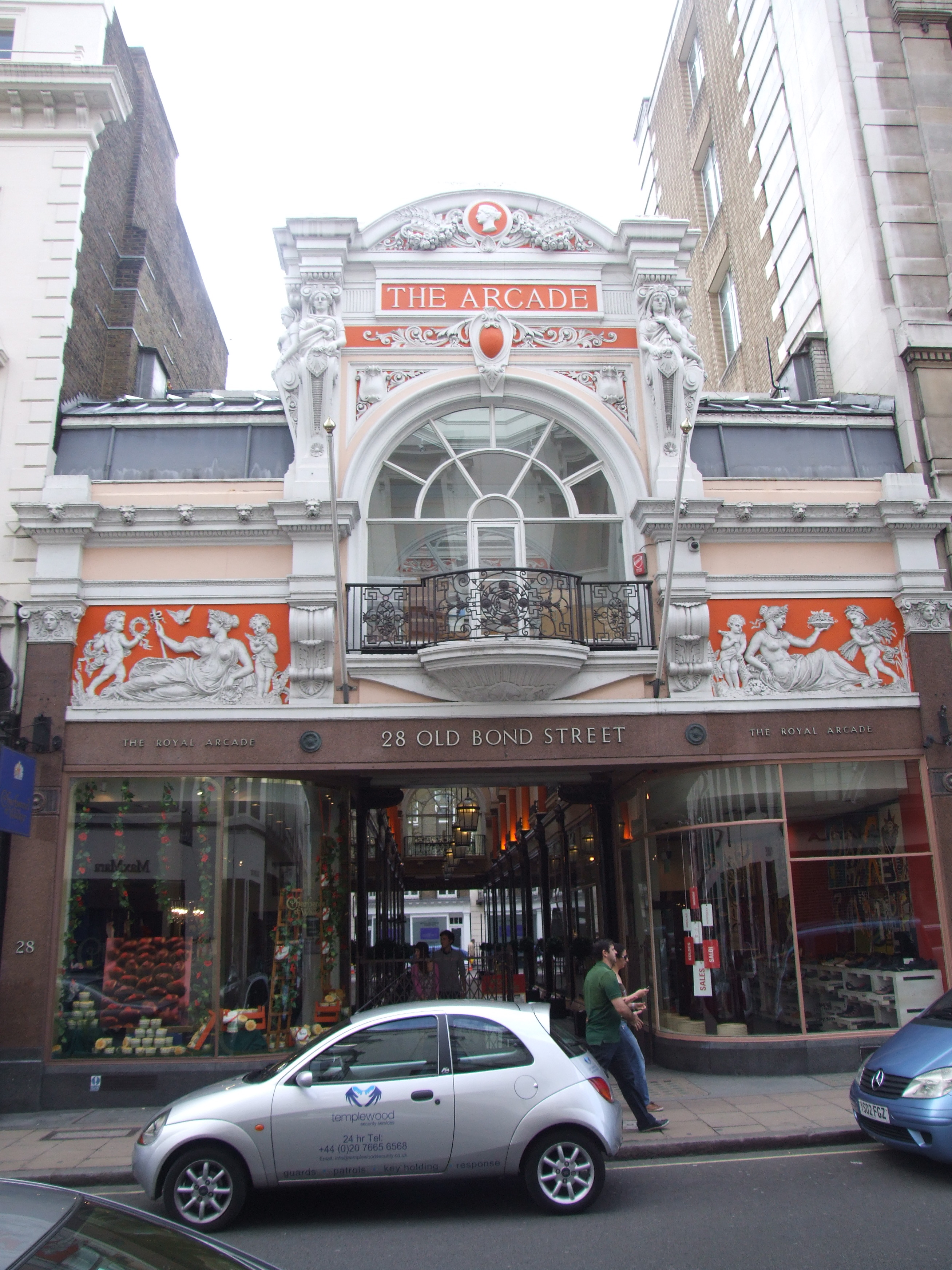
Pasaż handlowy Royal Arcade(inne języki)

## Uwaga
1. ↑  Pałac wyburzono w 1683 roku[1].
2. ↑  Wzdłuż Conduit Street(inne języki), z którą New Bond Street się krzyżuje[1].